# Lupang Hinirang

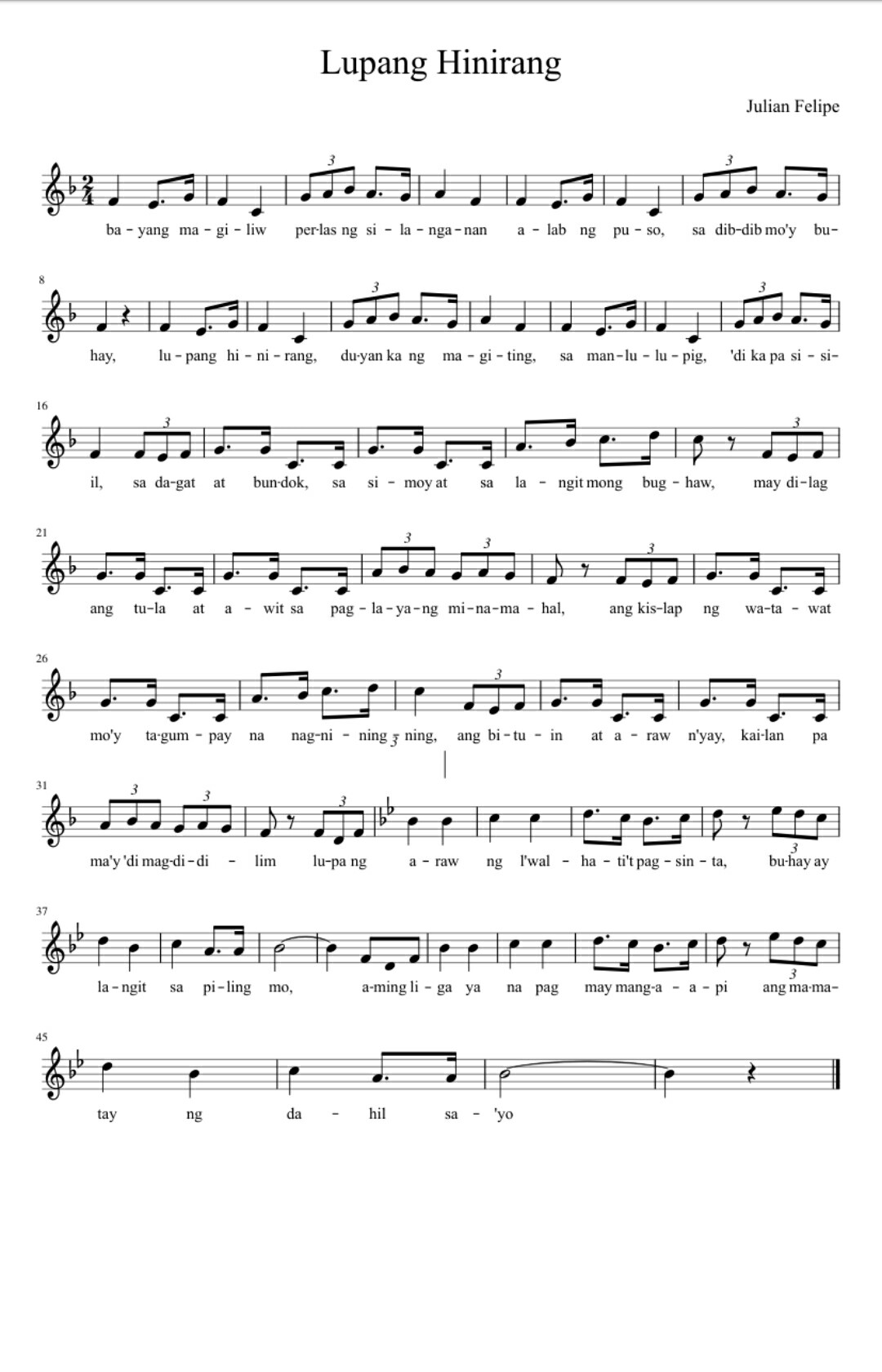
Partituur

Lupang Hinirang is het volkslied van de Filipijnen. De muziek werd gecomponeerd in 1898 door Julian Felipe op een tekst in het Spaans van José Palma.  Lupang Hinirang betekent Het land waarvan wij houden.
| Tagalog | Spaans | Engels | Nederlandse vertaling |  |
| --- | --- | --- | --- |  |
| Julian Cruz Balmaceda en Ildefonso Santos | José Palma | Camilo Osias en A.L. Lane | |  |
| Bayang magiliw Perlas ng Silanganan, Alab ng puso Sa dibdib mo'y buhay. Lupang Hinirang, Duyan ka ng magiting, Sa manlulupig, Di ka pasisiil. Sa dagat at bundok, Sa simoy at sa langit mong bughaw, May dilag ang tula At awit sa paglayang minamahal. Ang kislap ng watawat mo'y Tagumpay na nagniningning, Ang bituin at araw niya Kailan pa ma'y 'di magdidilim. Lupa ng araw, ng luwalhati't pagsinta, Buhay ay langit sa piling mo; Aming ligaya, na 'pag may mang-aapi Ang mamatay nang dahil sa iyo. | Tierra adorada Hija del sol de Oriente, Su fuego ardiente en ti latiendo está. ¡Patria de amores! Del heroismo cuna, Los invasores No te hollarán jamás. En tu azul cielo, en tus auras, En tus montes y en tu mar Esplende y late el poema De tu amada libertad. Tu pabellón, que en las lides La victoria iluminó, No verá nunca apagados Sus estrellas y su sol. Tierra de dichas, del sol y de amores, En tu regazo dulce es vivir. Es una gloria para tus hijos, Cuando te ofenden, por ti morir. | Land of the morning, child of the sun returning, With fervor burning, thee do our souls adore. Land dear and holy, cradle of noble heroes, Ne'er shall invaders, trample thy sacred shore. Even within thy skies and through thy clouds, And o'er thy hills and sea. Do we behold the radiance, Feel the throb of glorious liberty. Thy banner, dear to all our hearts, Its sun and stars alight. O, never shall its shining field, Be dimmed by tyrant's might! Beautiful land of love, O land of light, In thine embrace 'tis rapture to lie. But it is glory ever, when thou art wronged, For us, thy sons, to suffer and die. | Vriendelijke stad Parel van het Oosten, Vlam van het hart In je borst zit leven. Gekozen land, bakermat van de dapperen, Voor de overwinnaar zul je niet onderdrukt worden. In zee en bergen, In de wind en in jouw blauwe lucht, Het gedicht is prachtig En lied van bevrijding geliefde. De schittering van uw vlag Succes schijnt, Zijn ster en zon Wanneer is het niet donker? Land van de zon, van glorie en passie, Het leven is de hemel in je armen; Ons geluk is dat 'wanneer er een onderdrukker is' Om door jou te sterven. |  |

Onafhankelijke staten: Afghanistan · Armenië · Azerbeidzjan · Bahrein · Bangladesh · Bhutan · Brunei · Cambodja · China · Cyprus · Filipijnen · Georgië · India · Indonesië · Irak · Iran · Israël · Japan · Jemen · Jordanië · Kazachstan · Kirgizië · Koeweit · Laos · Libanon · Maldiven · Maleisië · Mongolië · Myanmar · Nepal · Noord-Korea · Oezbekistan · Oman · Oost-Timor · Pakistan · Qatar · Rusland · Saoedi-Arabië · Singapore · Sri Lanka · Syrië · Tadzjikistan · Thailand · Turkije · Turkmenistan · Verenigde Arabische Emiraten · Vietnam · Zuid-Korea
Niet algemeen erkende landen: Abchazië · Nagorno-Karabach · Palestina · Taiwan · Turkse Republiek Noord-Cyprus · Zuid-Ossetië